# Захват Цимпы
Захват Цимпы  — одно из сражений во время завоеваний турок-османов, произошедшее в 1352—1353 годах. Крепость Цимпа стала первым регионом Европы, который завоевали турки-османы.

## Предыстория
Цимпа (Тзымпи, греч. Τσιμπη; позднее Чимпе, Чимби, Чимбини, Джембини, Джибни, Чимен и Чеменлик, Чименлик; тур. Çimpe, Çimbi, Cimbini, Cembini, Cibni, Çimen, Çemenlik) — средневековое греческое поселение, в центре которого располагалась небольшая, но стратегически важная византийская крепость, защищавшая вход в пролив Дарданеллы со стороны Мраморного моря. Цимпа располагалась на узком (5 км) перешейке, от которого на юго-запад уходит полуостров Галлиполи. В 1352 году была захвачена османами. В течение 10 лет после захвата Цимпы турки захватили практически всю Восточную Фракию, лишив Константинополь сухопутного сообщения с другими европейскими странами.
О планомерном переселении малоазийских тюрок под предводительством своих вождей из сельджукской Малой Азии в византийскую Фракию известно как минимум с 1261 года. В 1311 г., воспользовавшись слабостью Византийской империи, группа туркмен под предводительством некоего Халиля Эдже на пути обратно в Малую Азию, захватила одну из крепостей на Геллеспонте и удерживала её около года. Этот прецедент не был забыт османскими хронистами.
К 1337 году турки-османы захватили все византийские владения в Малой Азии. Несмотря на растущую османскую угрозу, византийские императоры продолжали активно привлекать турецких наёмников для борьбы с Болгарией и Сербией. Турецкие отряды также использовались претендентами на императорскую корону в ходе частых гражданских войн в самой Византии. Хорошо ознакомившись в этих военных походах с внутренней географией Фракии, турки-османы решили действовать самостоятельно и начать завоевания земель на другом берегу пролива.
Воспользовавшись началом очередной гражданской войны в Византии, в конце 1352 года (или, по некоторым данным в конце 1353 года) Сулейман Паша созвал срочный военный совет, в котором приняли участие Аджибей, Гази-Фазиль, Эвренос, и Хаджи-Ильбеки, визирь Карасы, который был его главным помощником. Все они поддержали его амбиции. В ту же ночь Аджибей и Гази-Фазиль сели на небольшое судно в окрестностях Гюреджи, в 17 километрах от Цимпы, и решили отправиться на разведку. На европейском берегу им удалось взять пленника, которого они привезли обратно в Азию. Этот греческий пленник оказался очень полезен султану. Он, спасая свою жизнь, сообщил Сулейману о том, что крепость на самом деле плохо защищена.

## Захват Цимпы
Сулейман немедленно приказал соорудить два больших плота, наспех построенных из стволов, связанных тросами из бычьих шкур, и следующей ночью в составе отряда из тридцати девяти мусульман двинулся в путь. По стечению обстоятельств турки оказались у стен крепости, когда оборонять её было некому, поскольку в это время ничего не подозревающая греческая стража, состоявшая из местных крестьян, ушла в поле собирать урожай. Более того, у стен была навалена огромная куча навоза, по которой турки перелезли в крепость.
После захвата крепости Сулейман в срочном порядке послал в Азию все суда, которые он только мог найти в порту, чтобы организовать экстренную переправу своих воинов и всех желающих мусульман, которые проживали в окрестностях, в Цымпу. Через три дня в крепости уже находился гарнизон из не менее чем 3 000 османских воинов. В результате османы отрезали весь Геллеспонт от Константинополя.
Узнав о таком дерзком захвате его очень важной крепости, византийский император Иоанн VI Кантакузин пожаловался отцу Сулеймана Орхану, который к тому же незадолго до этого стал зятем императора. После долгих переговоров Сулейман согласился вернуть крепость за выкуп из 10 000 дукатов. Но сразу после заключения сделки регион потрясло мощное землетрясение. Сулейман расценил это как благословение Аллаха и через месяц занял Галлиполи, расположенный в 15 километрах южнее.

## Результаты
Цымпа оказалась первым пунктом на европейской земле, захваченным турками. Обеспечив себе занятием Цымпы и Галлиполи надёжный плацдарм, они двинулись на север и в течение последующих 10 лет покорили почти всю Фракию. Из всех владений Византии во Фракии греки смогли удержать лишь её столицу Константинополь, который туркам не удавалось взять из-за её мощных укреплений вплоть до 1453 года.
После переноса столицы Османской империи в Адрианополь Цимпа была заброшена и пришла в запустение. Но хорошо сохранившаяся крепость, расположенная в 1,5 км от посёлка Болайир является одной из достопримечательностей современной Турции.